# Shorewood (Wisconsin)
Shorewood es una villa ubicada en el condado de Milwaukee en el estado estadounidense de Wisconsin. En el Censo de 2010 tenía una población de 13.162 habitantes y una densidad poblacional de 3.196,15 personas por km².

## Geografía
Shorewood se encuentra ubicada en las coordenadas 43°5′29″N 87°53′12″O / 43.09139, -87.88667. Según la Oficina del Censo de los Estados Unidos, Shorewood tiene una superficie total de 4.12 km², de la cual 4.12 km² corresponden a tierra firme y (0%) 0 km² es agua.

## Demografía
Según el censo de 2010, había 13.162 personas residiendo en Shorewood. La densidad de población era de 3.196,15 hab./km². De los 13.162 habitantes, Shorewood estaba compuesto por el 88.14% blancos, el 2.92% eran afroamericanos, el 0.24% eran amerindios, el 5.62% eran asiáticos, el 0.02% eran isleños del Pacífico, el 0.77% eran de otras razas y el 2.3% pertenecían a dos o más razas. Del total de la población el 3.4% eran hispanos o latinos de cualquier raza.